# Ferdinand von Schirach – Glauben
Ferdinand von Schirach – Glauben ist eine deutsche Miniserie nach der Vorlage von Ferdinand von Schirach, die seit dem 4. November 2021 auf dem Streaminganbieter RTL+ verfügbar ist. Sie thematisiert die Wormser Prozesse, die von 1994 bis 1997 stattfanden, für das siebenteilige Drama jedoch in die Gegenwart versetzt wurden.

## Handlung
In der bayrischen Kleinstadt Ottern stellt ein Kinderarzt bei einem sechsjährigen Mädchen Auffälligkeiten fest, die er als eindeutige Spuren einer Vergewaltigung deutet, und löst damit einen Missbrauchsprozess aus. Kaum hat Hauptkommissarin Laubach die Ermittlungen aufgenommen, toben die Kommentare in den sozialen Medien und fordern die Wiedereinführung der Todesstrafe oder kurzen Prozess für den Hauptverdächtigen. Nach eingehender Befragung vieler Kinder werden insgesamt 26 Bewohner der Stadt von Staatsanwalt Cordelis wegen Missbrauchs und Beteiligung an einem Kinderpornografiering angeklagt und in Untersuchungshaft genommen.
In Berlin wird der persönlich derangierte, aber erfahrene und fachlich gute Strafverteidiger Schlesinger von einer geheimnisvollen Frau namens Azra damit beauftragt, den Hauptverdächtigen zu verteidigen. Als Grund gibt sie an, dass sie von diesem eine Information benötigt, die er ihr nicht geben wird, solange er in Haft ist. Azra ist offenbar in Unterweltkreisen bestens vernetzt und versteht ihre Interessen stets durchzusetzen.
In mühsamer Durchforstung des äußerst umfangreichen Aktenmaterials findet Schlesinger zahlreiche Ermittlungsfehler und Widersprüche, die er in der Hauptverhandlung anspricht. So hat der Kinderarzt, dessen Befund den Prozess lostrat, ohne Kenntnis aktueller kriminologischer Erkenntnisse einen nicht hinreichenden Verdacht – die gefundenen Auffälligkeiten können auch natürliche Ursachen haben – als sichere Tatsache gewertet, und die anschließende Befragung der Kinder wurde durch eine kaum dafür ausgebildete Privatperson sehr suggestiv vorgenommen. Nachdem sich alle Indizien als nicht aussagekräftig herausgestellt haben und das einzige wirkliche Beweisstück – ein Abstrich mit Spermaspuren – vom Kinderarzt unerklärlicherweise ohne weitere Untersuchung entsorgt wurde, gibt es nicht einmal ein einziges verwertbares Beweismittel dafür, dass tatsächlich überhaupt sexueller Missbrauch stattgefunden hat.
Der Prozess wendet sich, als Schlesinger auffällt, dass eine stattgefundene Vernehmung eines Kindes in den Prozessakten vollständig fehlt, und er darauf Befangenheitsantrag gegen Staatsanwalt Cordelis stellt. Zerknirscht räumt Cordelis zum Entsetzen der Richterin ein, dass er diesen Teil der Akten hat verschwinden lassen, da er persönlich darin des sexuellen Missbrauchs beschuldigt wurde. Er kann jedoch mit Schlesingers Duldung im Prozess bleiben.
Ein Zweitgutachten der Kinderaussagen kommt zu dem Schluss, dass die Aussagen in ihrer Gesamtheit weitaus eher auf suggerierte Inhalte deuten als auf tatsächliches Geschehen. Daraufhin wird der Angeklagte freigesprochen, worüber die Empörung in den sozialen Medien hochkocht. In einer abschließenden Aussprache erfährt Schlesinger von dem am Boden zerstörten Cordelis, dass die Kinder der Angeklagten in dem Heim, in dem sie vorübergehend in Obhut gebracht wurden, tatsächlichem Missbrauch ausgesetzt waren, dies ihnen jedoch nicht geglaubt wurde.
Schlesinger erfährt nach dem Prozess telefonisch von der Polizei, dass der freigesprochene Hauptangeklagte tot aufgefunden worden ist, und wird gefragt, ob er eine Azra kenne.

## Besetzung
| Schauspieler          | Rolle                    |
| --------------------- | ------------------------ |
| Peter Kurth           | Dr. Richard Schlesinger  |
| Narges Rashidi        | Azra                     |
| Michael Pink          | Ernesto Perez            |
| Sebastian Urzendowsky | Staatsanwalt Cordelis    |
| Désirée Nosbusch      | Hauptkommissarin Laubach |
| Julika Jenkins        | Richterin Landsberg      |

## Produktion
Das fiktionale Drama basiert auf den Drehbüchern des ehemaligen Strafverteidigers und Schriftstellers Ferdinand von Schirach, der durch Werke wie Verbrechen oder Der Fall Collini Bekanntheit erlangte. Glauben markiert sein Debüt als Drehbuchautor.
Die Dreharbeiten fanden ab 25. August 2020 in Monschau und Berlin statt.
Die Serie wurde am 4. November 2021 in das Streamingprogramm von RTL+ aufgenommen und ab 1. Dezember 2021 auf dem TV-Sender Vox ausgestrahlt.
Produziert wurde die Serie in Zusammenarbeit von Moovie und der Constantin Television GmbH. Die Regie übernahm Daniel Prochaska.

## Rezeption

### Kritik
Arno Frank bezeichnet auf Spiegel Online die Serie zwar als sehenswert, zumal sie das übliche Krimi-Konzept auf den Kopf stelle, hält jedoch den Bezug auf die Wormser Prozesse für misslungen: „Erstens kocht Schirach den damaligen Mammutprozess auf ein Kammerspiel mit nur einem Angeklagten herunter – die Größe des Verfahrens bleibt hier bloße Behauptung. Zweitens genügen heute schon weit geringere Anlässe, um, durchlauferhitzt von Twitter oder Facebook, die Volksseele zum Kochen zu bringen.“
Begeistert dagegen ist Tilmann P. Gangloff auf tittelbach.tv von der filmischen Umsetzung. Neben der brillanten Besetzung lobt er die Dialoge, „die Schirach nicht nur für seine Hauptfigur geschrieben hat […] zumal Kurth gerade seine Einzeiler mit großer Trockenheit vorträgt“. Auch abstrakte Themen wie Schuld, Gerechtigkeit und Moral würden mit Leben erfüllt. Vor allem beeindruckt ihn das stimmige Drehbuch „mit seinem fesselnden Finale im Gerichtssaal, in dessen Verlauf sich auf wundersame Weise eins zum anderen fügt“ und die gute Regiearbeit von Daniel Prochaska.

### Auszeichnungen
Auf dem internationalen Serienfestival Canneseries wurde Glauben in zwei Kategorien ausgezeichnet. Neben der Auszeichnung für das „Beste Drehbuch“ wurde die Serie für ihre Gesamtleistung mit dem „Dior Grand Prize“ bedacht.

### Einschaltquoten
Die ersten vier Folgen erreichten bei ihrer Ausstrahlung auf Vox knapp eine Million Zuschauer und in der Zielgruppe zwischen 2,4 und 1,9 Prozent, die eine Woche später ausgestrahlten letzten drei Folgen knapp 800.000 bei ähnlichem Marktanteil.